# Nice
Nice (em niçardo: Niça ou Nissa; em italiano:  Nizza; em grego:  Νίκαια; em latim: Nicaea) é a quinta cidade mais populosa da França e a capital do departamento dos Alpes Marítimos. A área urbana de Nice se estende para além dos limites administrativos da cidade, com uma população de cerca de 1 milhão de habitantes, em uma área de 721 quilômetros quadrados. Localizada na região da Côte d'Azur (Costa Azul), no litoral sul do país, nas margens do mar Mediterrâneo, Nice é a segunda maior cidade francesa na costa mediterrânica e a segunda maior cidade na região de Provença-Alpes-Costa Azul, depois de Marselha. Nice também está a cerca de 13 km de Mônaco e seu aeroporto é uma porta de entrada para o principado.
A região de Nice contém a Terra Amata, um sítio arqueológico que apresenta indícios de uso muito precoce do fogo por hominídeos. Por volta de 350 a.C., os gregos de Marselha fundaram um assentamento permanente, ao qual deram o nome de Niceia, em homenagem a Nice, a deusa da vitória. Através dos tempos, a cidade mudou de mãos várias vezes. Sua localização estratégica e seu porto contribuíram significativamente para a sua força marítima. Durante séculos foi um domínio do Ducado de Saboia e foi, em seguida, parte da França (entre 1792 e 1815), quando foi então devolvida ao Reino da Sardenha até a sua reanexação pela França em 1860.
A beleza natural da região e seu clima ameno chamou a atenção das classes abastadas da Inglaterra na segunda metade do século XVIII, quando um número crescente de famílias aristocráticas viajava ao local para passar o inverno. A principal avenida à beira-mar da cidade, a Promenade des Anglais (Passeio dos Ingleses) deve seu nome ao visitantes britânicos do resort. O ar claro e a luz suave, particularmente, chamaram a atenção de alguns dos pintores mais destacados da cultura ocidental, como Marc Chagall, Henri Matisse, Niki de Saint Phalle e Arman. O trabalho deles é celebrado em muitos dos museus da cidade, incluindo o Musée Marc Chagall, Musée Matisse e Musee des Beaux-Arts.
Proclamada Património Mundial pela UNESCO em 2021 como "Nice, Cidade Resort de Inverno da Riviera", a cidade tem a segunda maior capacidade hoteleira do país e é uma das mais visitadas, recebendo mais de 4 milhões de turistas todos os anos. Também tem o terceiro aeroporto mais movimentado na França, após os dois principais de Paris.

## História
Sabe-se que a área de Nice foi habitada pelo ser humano há 400 000 anos. Nos vestígios arqueológicos encontrados em Terra Amata havia: setas, ossos de animais e alguns restos humanos. Naquele tempo, o nível do mar era mais alto, e a colina do castelo foi uma ilha. Se pensa que os habitantes pré-históricos, caçadores, foram instalados em uma praia de pedra, ao lado de uma fonte de água fresca.

### Antiguidade

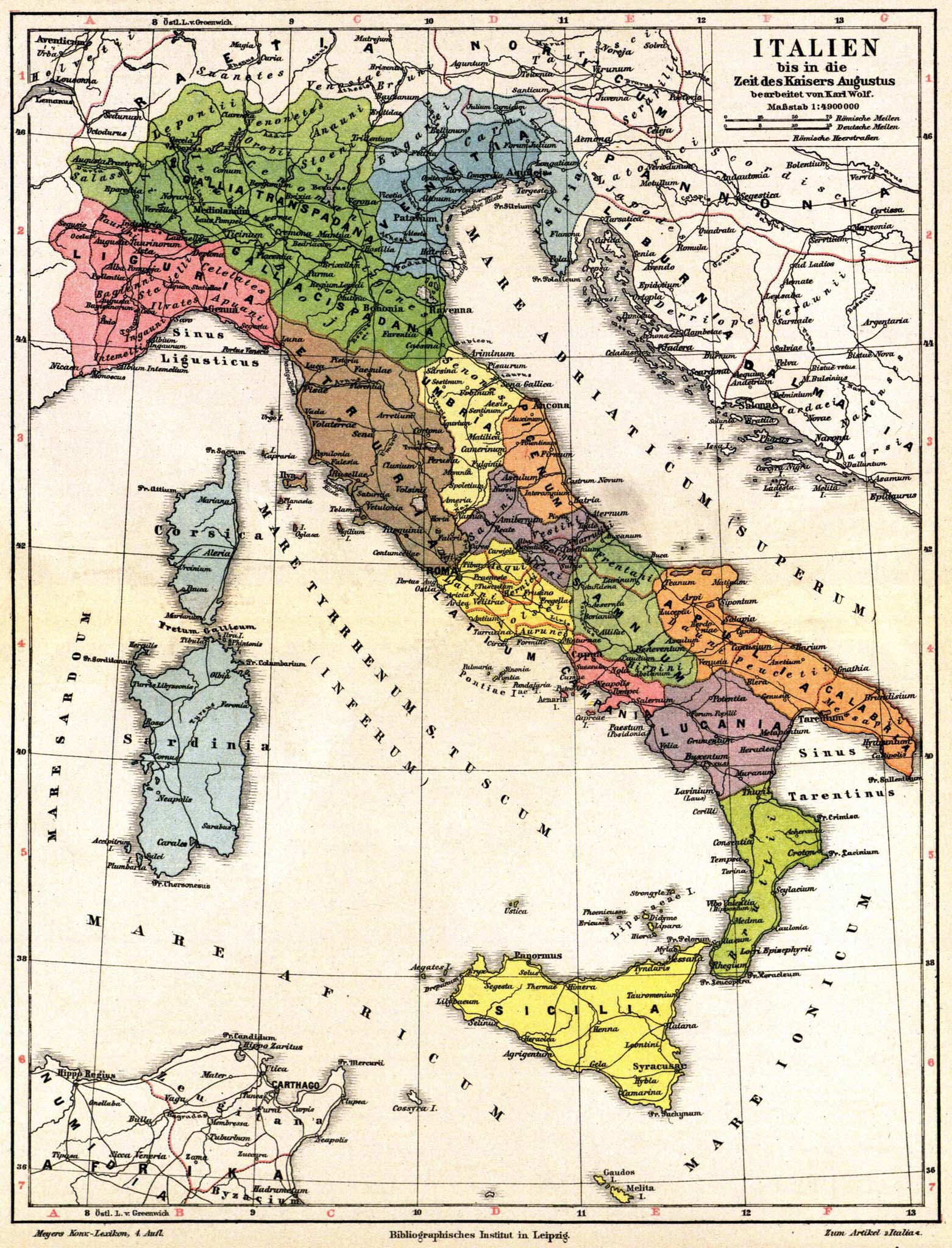
Nice na Área IX Liguria sob Augusto

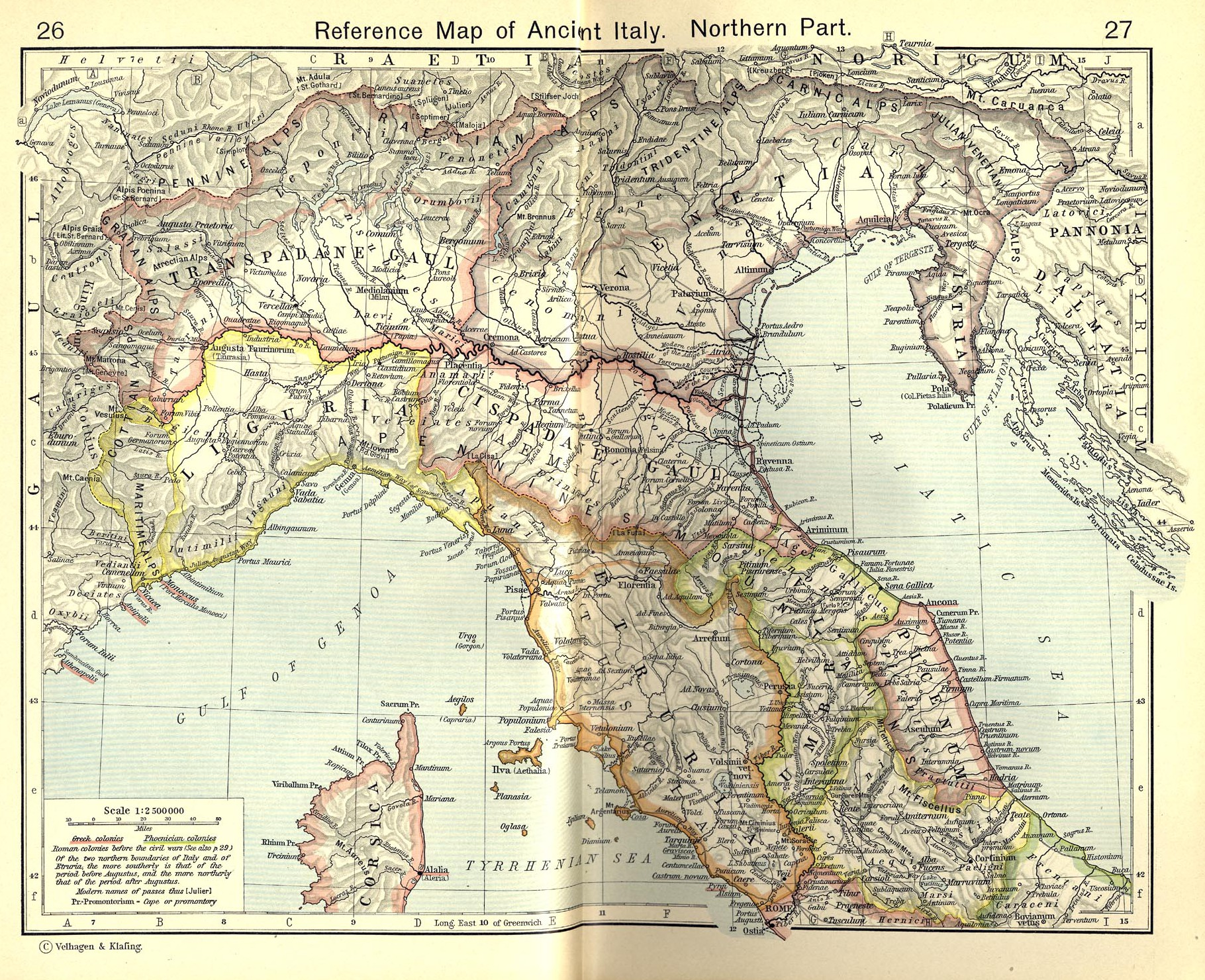
Área IX Liguria sob Augusto (entre os rios do Var e do Magra)

Niceia foi fundada aproximadamente, há 2 300 anos pelos gregos na costa Ligúria e recebeu o nome de Nike ou Niceia em honra da vitória contra os Lígures. (Nike foi o nome da deusa da vitória). Em 154 a.C. os Romanos intervém para o primeiro tempo. A cidade foi incorporada em a prefeitura da Itália na área IX Ligúria. Mais tarde Nice foi então capital da província romana dos Alpes Marítimos, desmembrada da Ligúria (área IX Ligúria). O rio Var separava a Gália dos Alpes Marítimos. A cidade se transformou num porto comercial importante da costa de Ligúria.

### Idade Média
No século V, Nice sofreu as invasões dos Ostrogodos como o resto da Itália e em 550 a unificação com o Império Romano do Oriente. No século VII, Nice foi submetida à dominação dos Lombardos.
No século IX, Nice estava ligada com a liga de Génova formada por todas as cidades da Ligúria. Em 729, Nice expulsou os sarracenos. Sarracenos pilharam Nice em 859 e 880.
A força marítima de Nice aumentou gradativamente, as fortificações foram aumentadas e suas estradas melhoradas. Durante os séculos XIII e XIV, o rei francês tentou muitas vezes invadir Nice sem sucesso.
Em 1108, Nice tornou-se uma república da Ligúria que tomou como modelo sua grande irmã Génova. Em 1347-1348 com a peste negra, a cidade perdeu metade da sua população.

### Saboia 1388
Em 1388, a cidade de Nice é colocada sob a protecção do Condado de Saboia, o pacto que a cidade nunca seja entregue ao francês. Nice se tornou a única porta do Condado de Saboia. A comunidade judaica é estabelecida na cidade com o século XIII.
Nos encontros entre Carlos I de Espanha e Francisco I da França, Nice sofreu a passagem dos vários exércitos com pilhagem e fome durante vários anos. Por último, o papa Paulo III fez assinar um tratado de paz entre os dois soberanos, que se reuniram na cidade. A paz durou dez anos.
Em 1543, Nice foi atacado pelas forças de Francisco I da França e os piratas turcos Barbarroja e, a vitória foi autorizado a pilhar a cidade e ter 2 500 de seus habitantes como escravos. A praga reapareceu nos anos 1550 e 1580. Caterina Segurana nizarda de heroína que foi feita famosa na época da batalha de Nice 1543 contra os Franceses e os Turcos. A fortaleza de Nice na altura irá resistir a este ataque. Caterina Segurana é o símbolo da cidade de Nice.
A peste negra reapareceu em 1550 e 1580 e matou metade dos habitantes.
Em 1561, Emanuel Felisberto de Saboia, removeu o uso do latim como língua administrativa e estabeleceu a língua italiana como língua oficial da actividade governamental em Nice. Embora a população falasse a língua lígure.
Em 1610, foi construída a estrada real Nice-Turim.

### Invasão e anexação de Nice pela França 1860

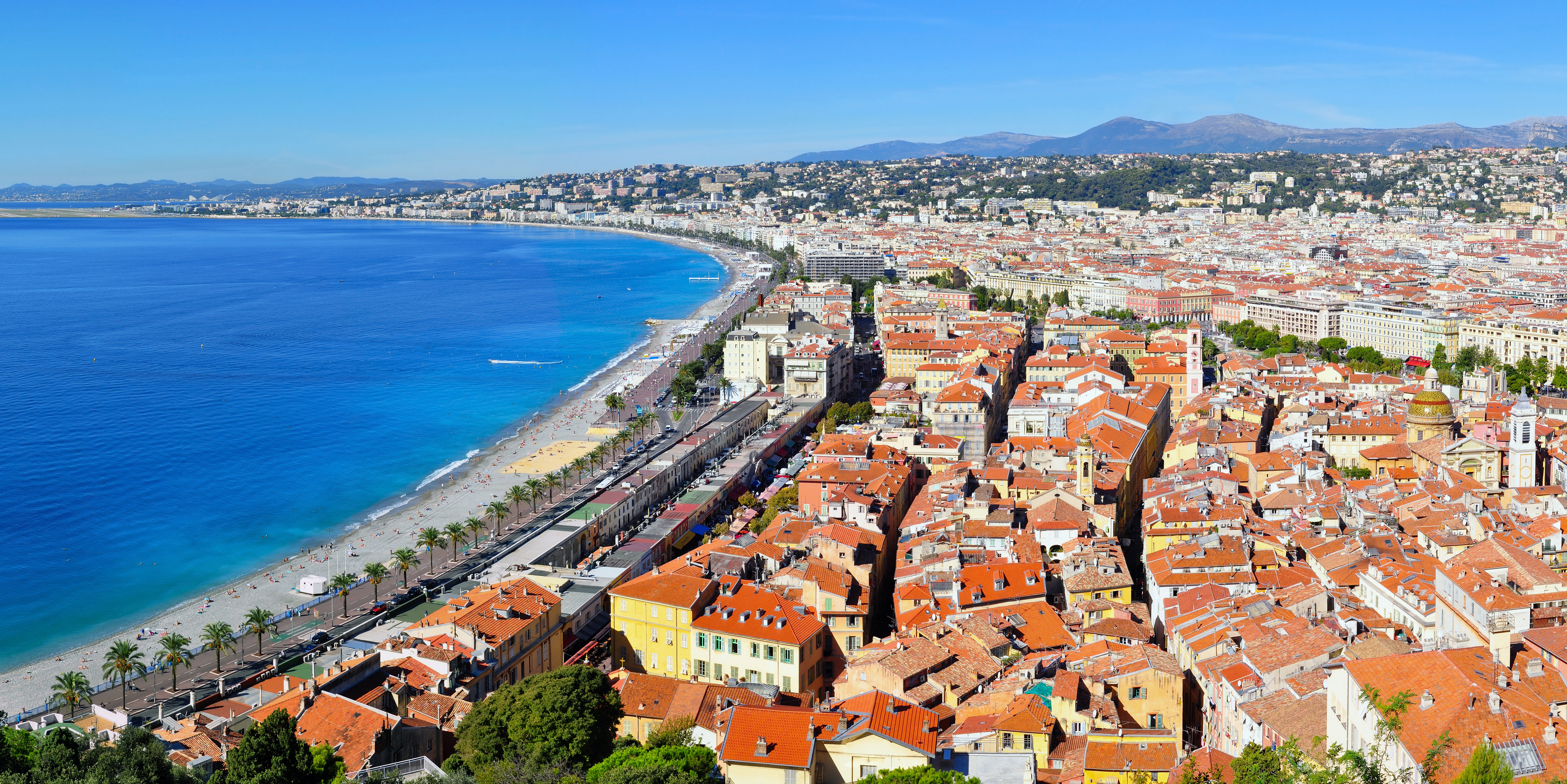
O Passeio dos Ingleses (Promenade des Anglais).

Com a reunificação italiana, no século XIX, a França compromete-se à anexação de Nice. A anexação francesa foi ratificada pelas vozes da população nizarda, embora muitos historiadores afirmam que a França distorceu o resultado.
Em 1860 e 1871 a população da cidade revoltou-se com Giuseppe Garibaldi contra a França pedindo a reunificação com o Reino da Itália, mas o novo governo de Paris reprimiu a revolta de modo muito violento.
Giuseppe Garibaldi nasceu em Nice e esforçou-se com os nizardos para reunificar sua cidade com a Itália, mas o exército francês opôs-se com firmeza. O idioma italiano foi proibido em Nice, pelo início de um processo de galificação.

### Atentado de julho de 2016
No dia 14 de julho de 2016, Dia da Bastilha, um caminhão atropelou uma multidão durante a comemoração no momento da queima de fogos. Foram confirmados 84 mortos e 18 feridos em estado muito grave. O motorista foi morto a tiros, segundo a polícia.

## Geografia

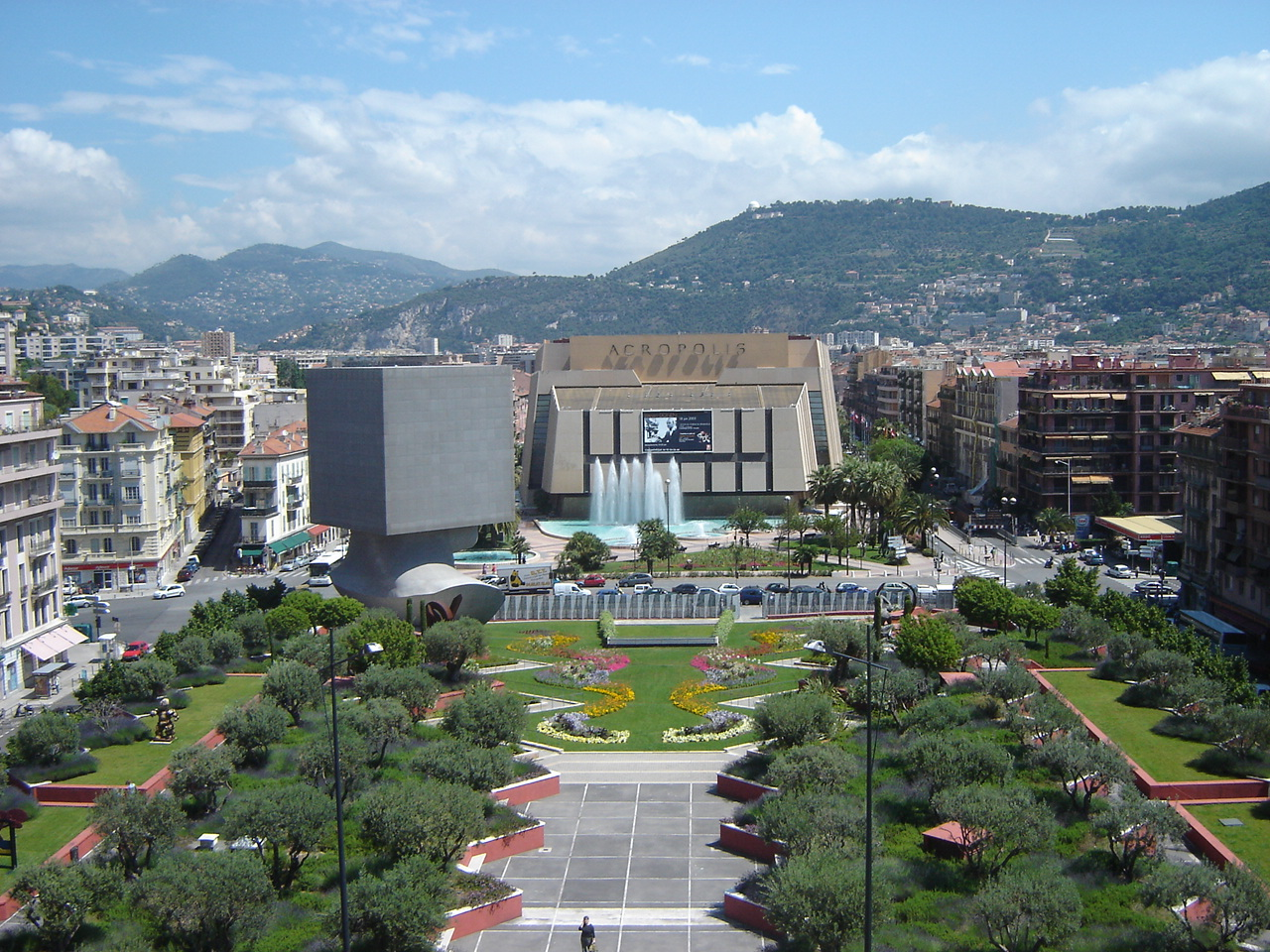
Nice, observada do topo do Museu de Arte Contemporânea (Mamac).

Situada no fundo da baía dos Anjos, perfeitamente abrigada por um anfiteatro de colinas, Nice está situada na costa do Mar Mediterrâneo, em uma baía fechada sobre o agrupamento montanhoso Mercantour, limitado ao oeste pelo vale do Var e ao leste pelo Mont-Boron. Nice está situada a leste de rio Var na zona geográfica italiana.
A cidade é cruzada por dois pequenos rios ondeados, frequentemente secos no verão: o Paillon a leste (34 km), que nasce no alto do Coaraze e recebe as torrentes de Laghet e Saint-André, e o Magnan a oeste, muito menor, vindo das montanhas de Aspremont, que cruza o bairro de la Madeleine antes de se jogar no mar, no bairro que traz seu nome.
Diversas colinas dominam a cidade, sendo a mais conhecida a de Cimiez, com seus vestígios antigos. Outra colina legendária é a do castelo (Chateau de Nice), que separa a cidade velha do porto. As diversas colinas perturbam a extensão da cidade, seja para o norte, seguindo o curso do Paillon, seja no aplainado a oeste até Saint-Laurent-du-Var.
Nice é a segunda cidade turística francesa (após Paris), fato que, combinado com as dificuldades de comunicação terrestre de longa distância por causa dos Alpes, permitiu à cidade possuir o segundo aeroporto da França em termos de utilização (próximo dos 10 000 000 passageiros em 2005).
Nice também é famosa por sua parte velha (Vieux-Nice), pelo cours Saleya, que abriga mercados e restaurantes, pelos hotéis Régina - onde morou Matisse - e Negresco, pelos museus Chagall e Matisse, pelo Mamac (Museu de Arte Contemporânea), e pelo Passeio dos Ingleses (La Promenade des Anglais), que se estende do teatro de Verdure até o aeroporto por vários quilômetros à beira-mar.
A 12 de julho de 2008, nasceram na cidade Knox Léon Jolie-Pitt e Vivienne Marcheline Jolie-Pitt, filhos gémeos dos atores norte-americanos Angelina Jolie e Brad Pitt.

## Administração
Localizada na região de Provença-Alpes-Costa Azul, Nice é uma comuna e é a prefeitura (capital administrativa) do departamento Alpes Marítimos. No entanto, é também a maior cidade da França que não é uma capital regional; a muito maior Marselha é sua capital regional. Christian Estrosi, seu prefeito, é membro dos Republicanos (antiga União por um Movimento Popular), o partido que apoia o ex-presidente Nicolas Sarkozy.[carece de fontes?]
A cidade está dividida em nove cantões: Nice-1, 2, 3, 4, 5, 6, 7, 8 e 9.

### Brasão
O brasão de Nice apareceu pela primeira vez em uma cópia do Regulamento de Amadeus VIII, provavelmente escrito por volta de 1430. Nice é simbolizada por uma águia vermelha sobre fundo prateado, colocada sobre três montanhas, que podem ser descritas em língua heráldica francesa como "d'argent à une aigle de gueule posée sur trois coupeaux". ("Na prata, uma águia vermelha é exibida, colocada sobre três montes.") As armas sofreram apenas pequenas alterações: a águia tornou-se cada vez mais estilizada, agora "usa" uma coroa do Condado de Nice, e as três montanhas estão agora cercadas por um mar estilizado. 
A presença da águia, emblema imperial, mostra que estas armas estão relacionadas com o poder da Casa de Saboia. A águia sobre as três colinas é uma representação de Saboia, referindo-se à sua dominação sobre o país ao redor de Nice. A combinação de prata e vermelho (argent e gules) é uma referência às cores da bandeira de Saboia. As três montanhas simbolizam uma honra territorial, sem preocupação com o realismo geográfico. 

## Desfile de flores

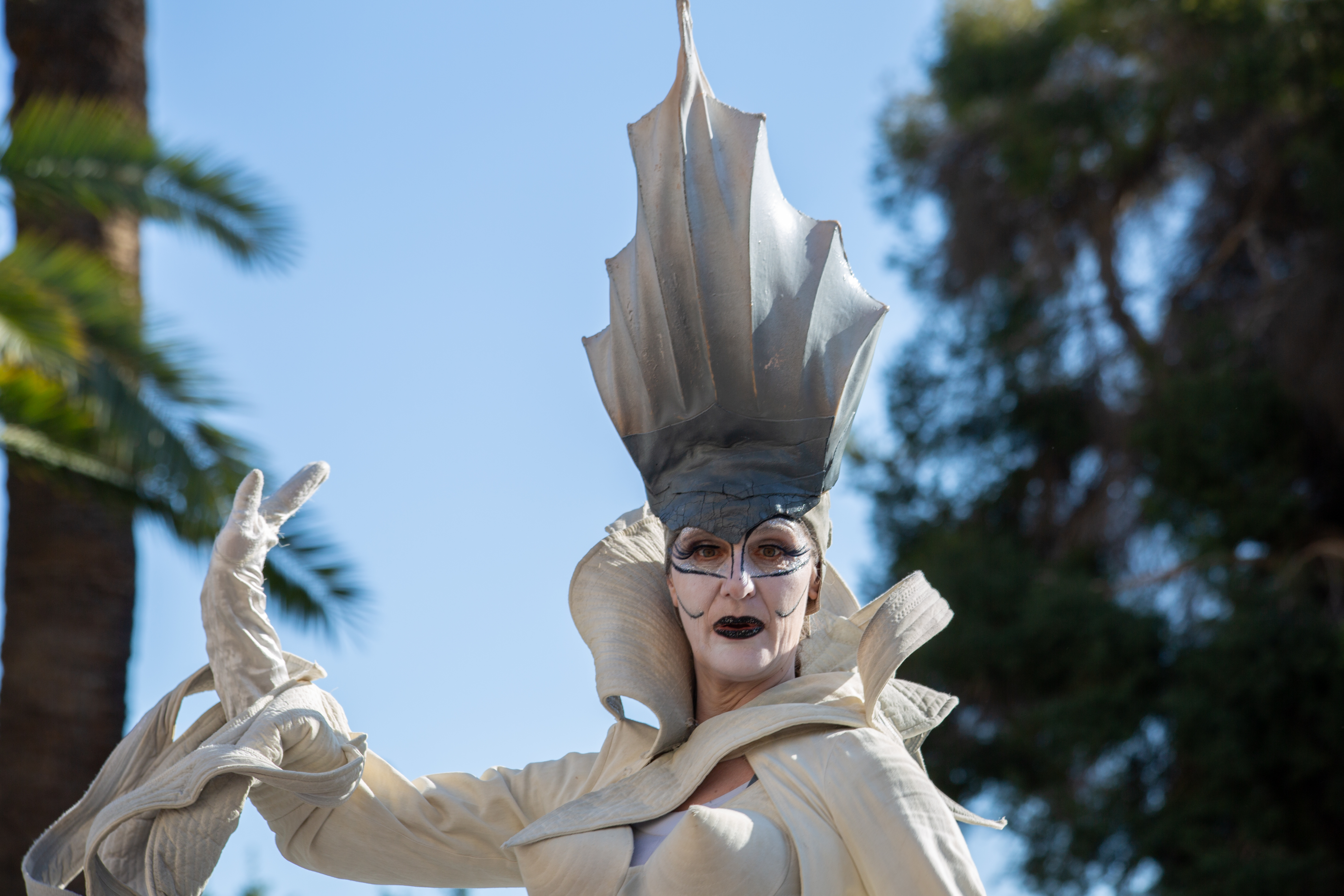
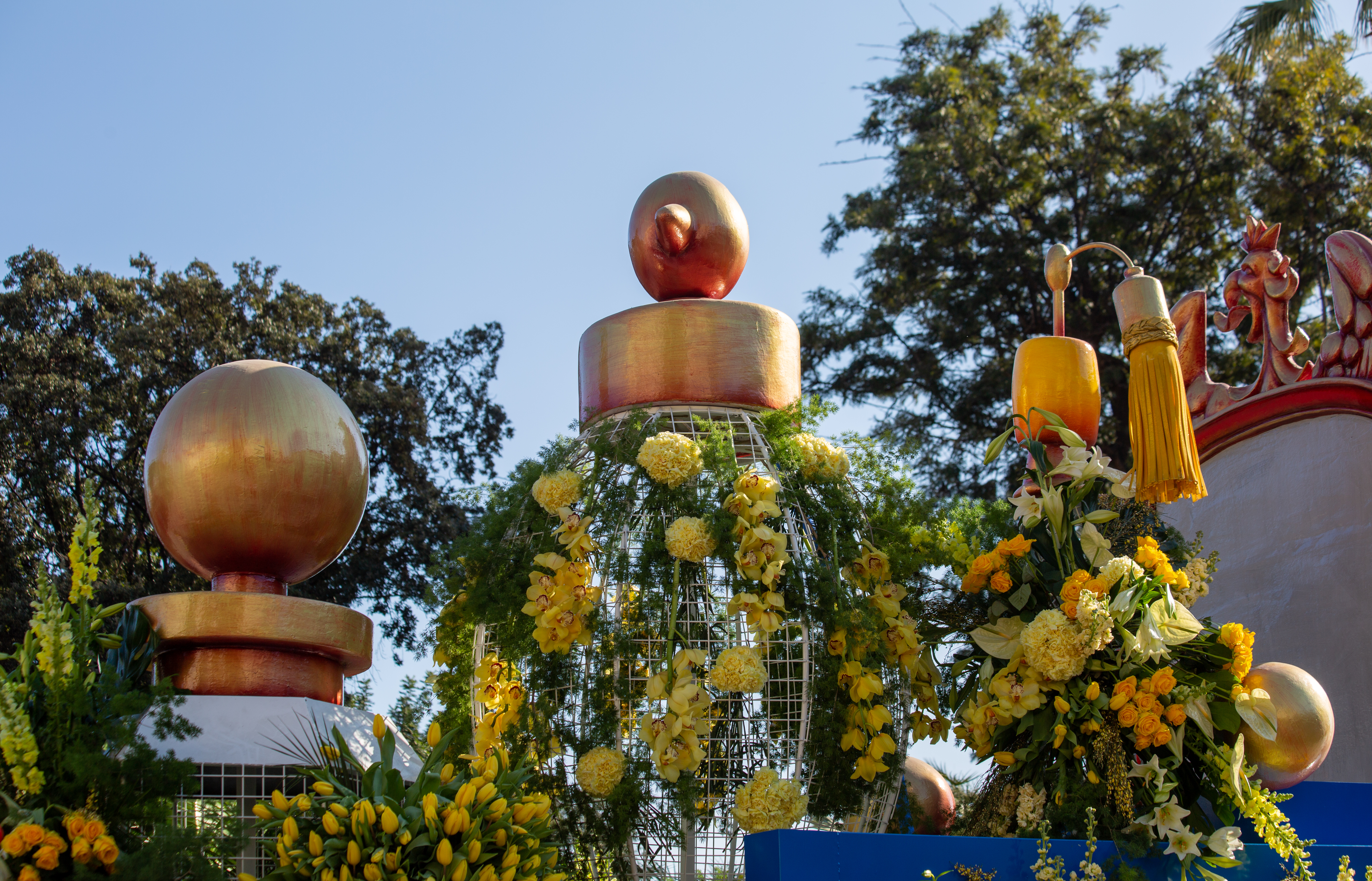
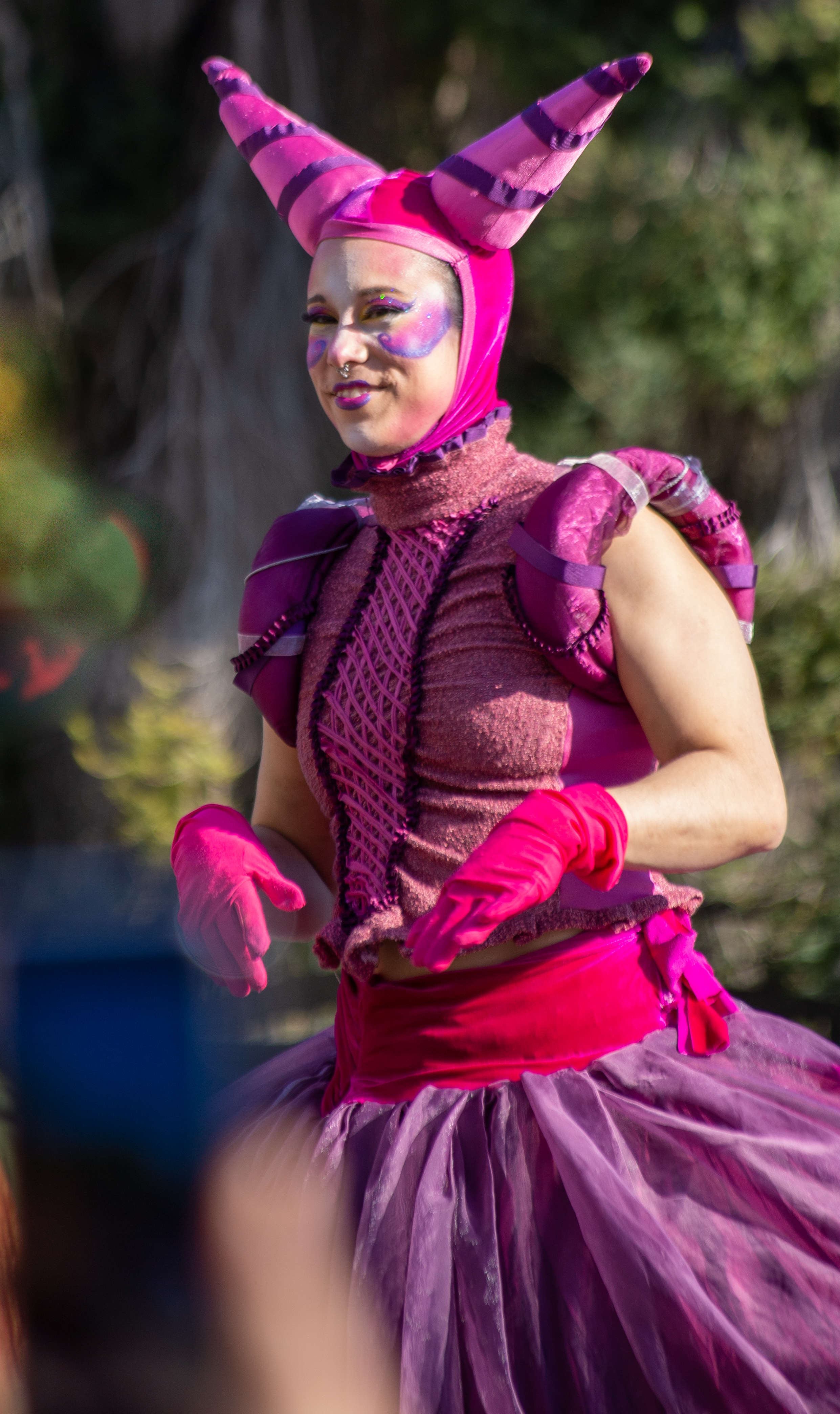
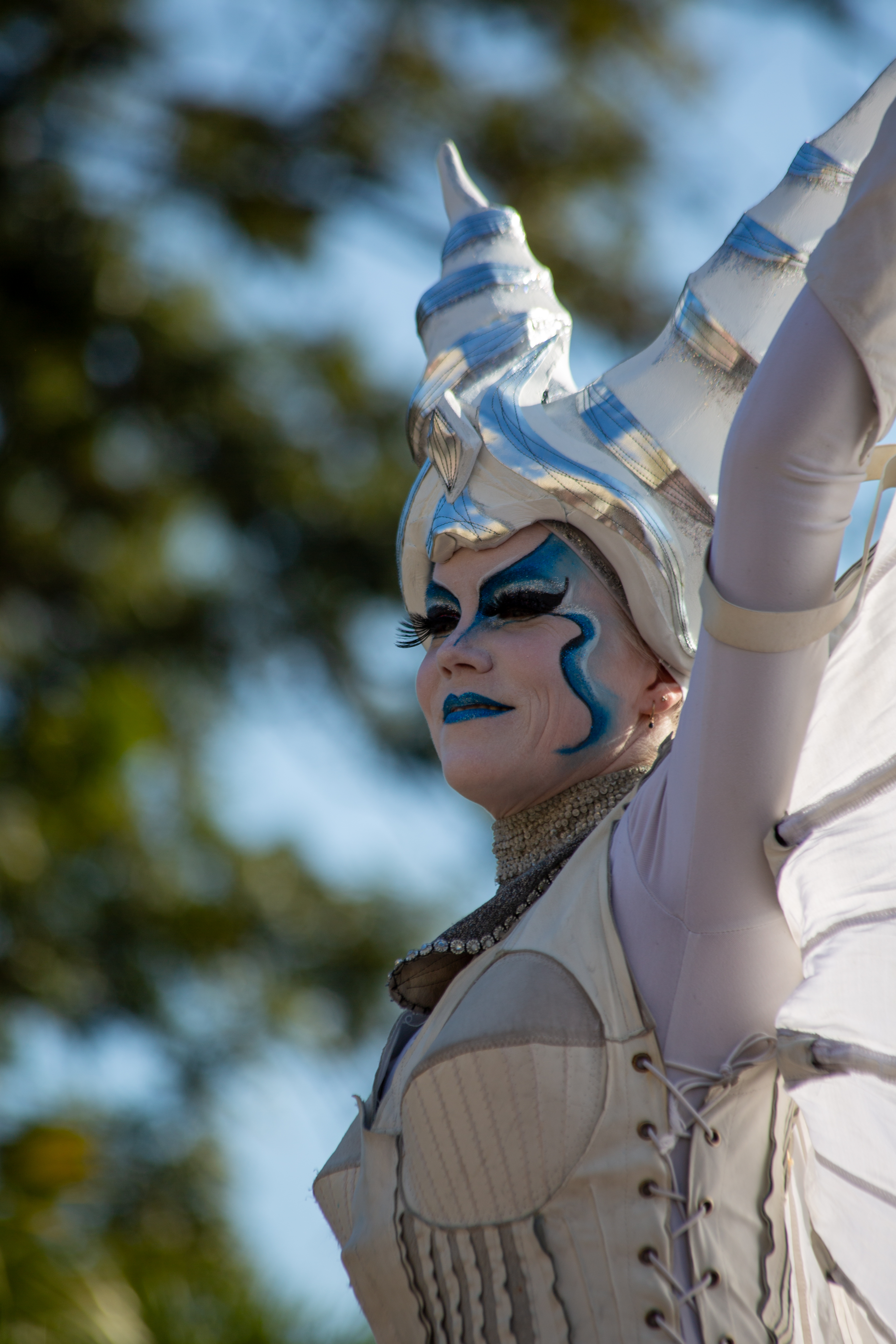
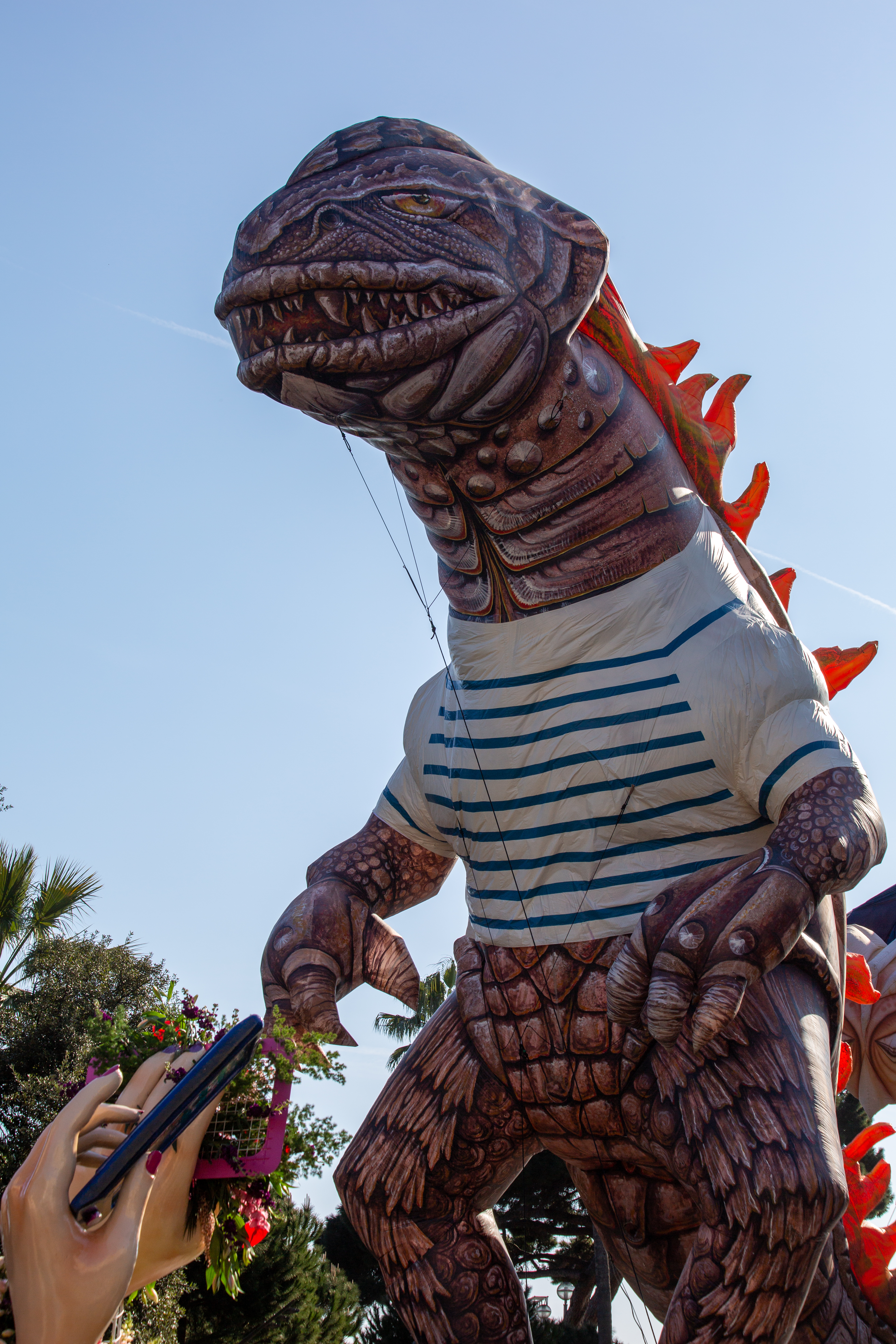
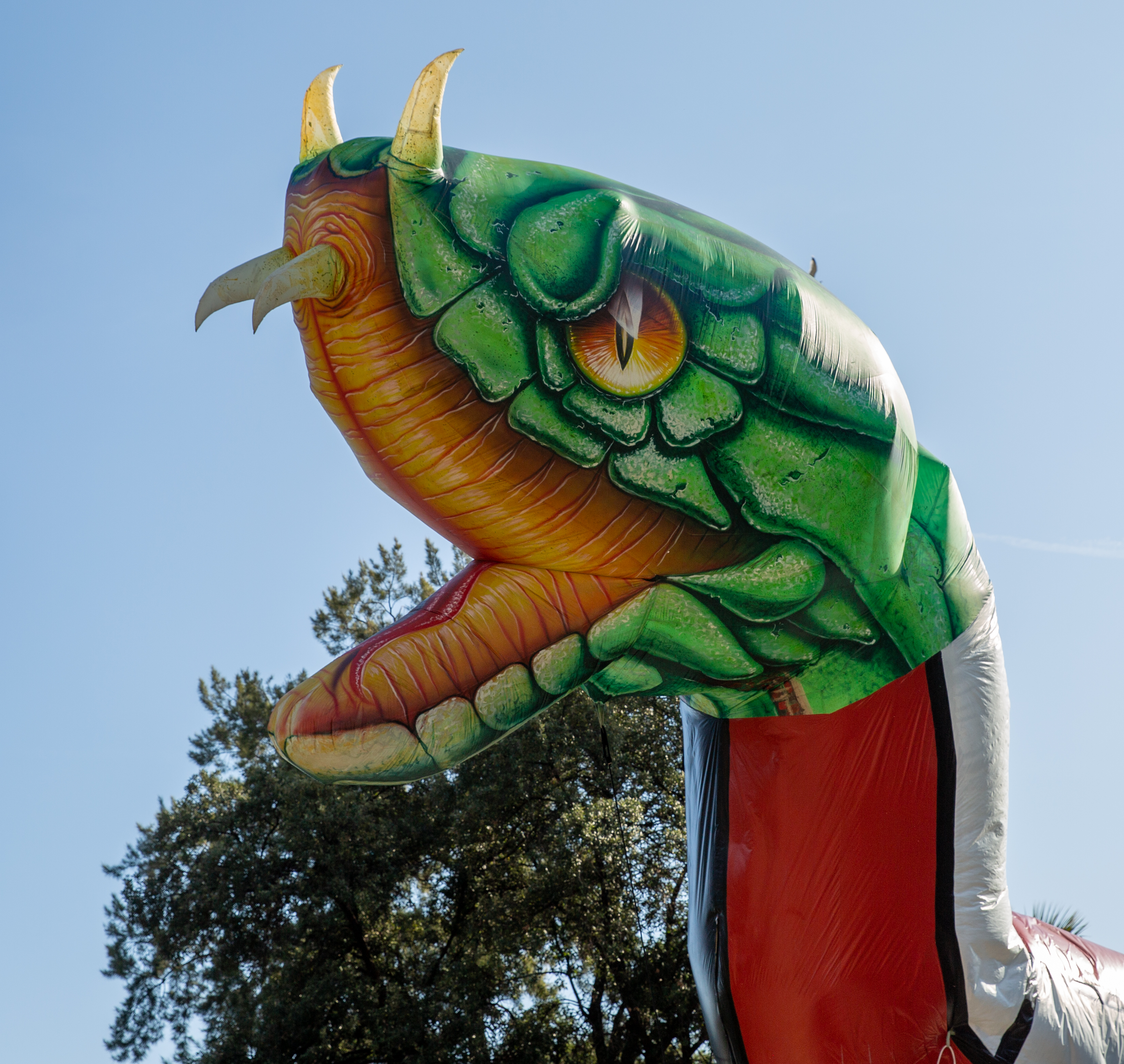
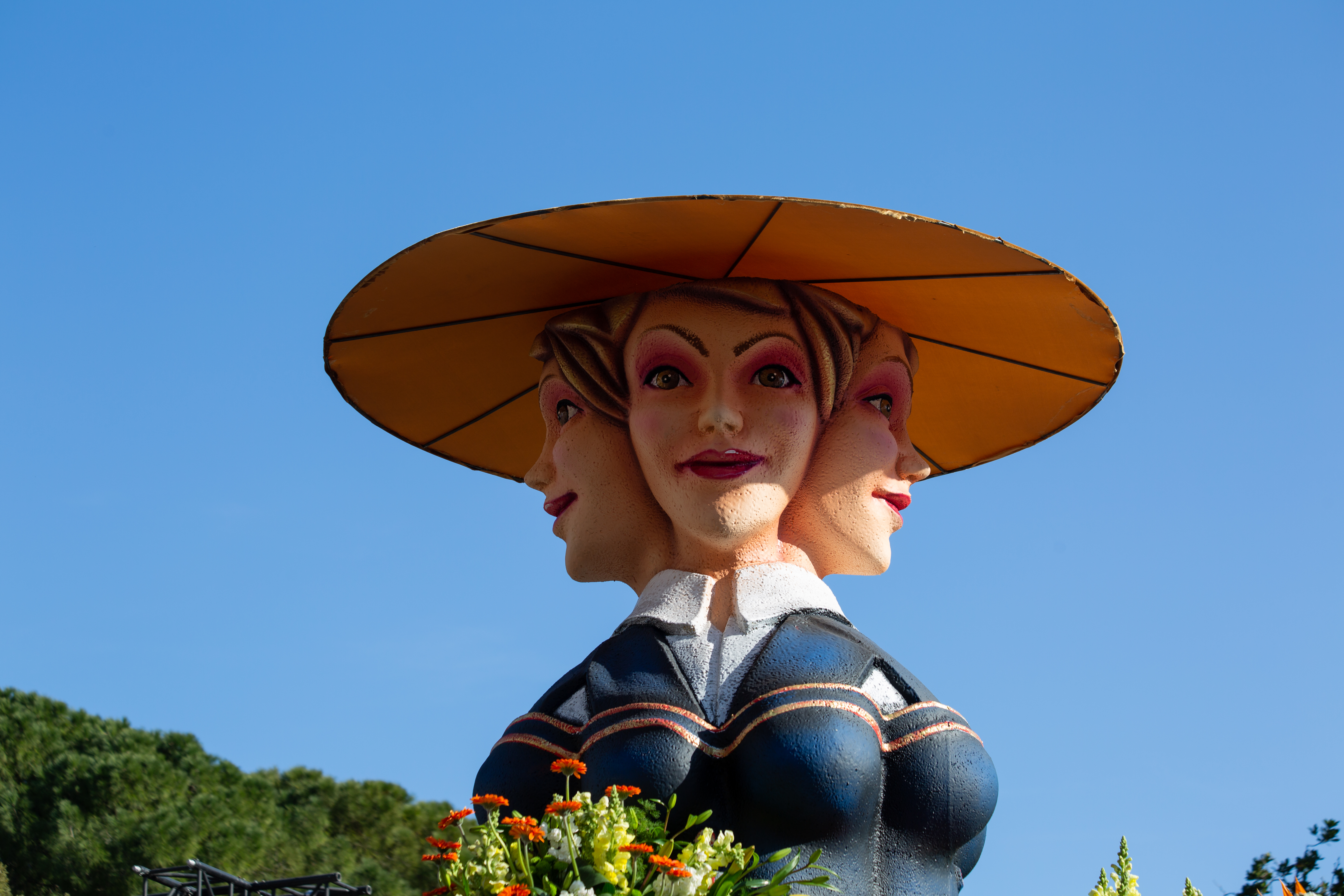
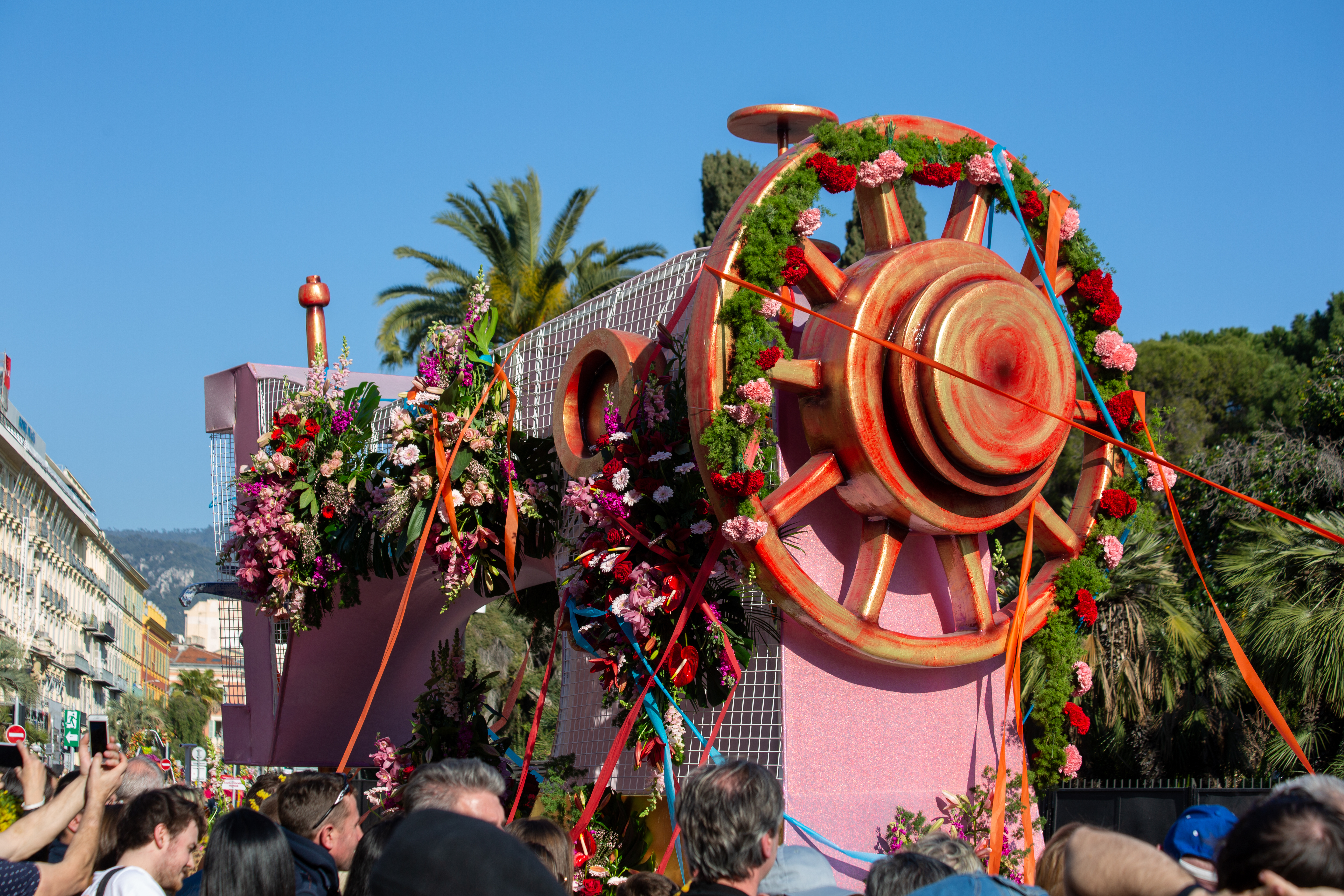
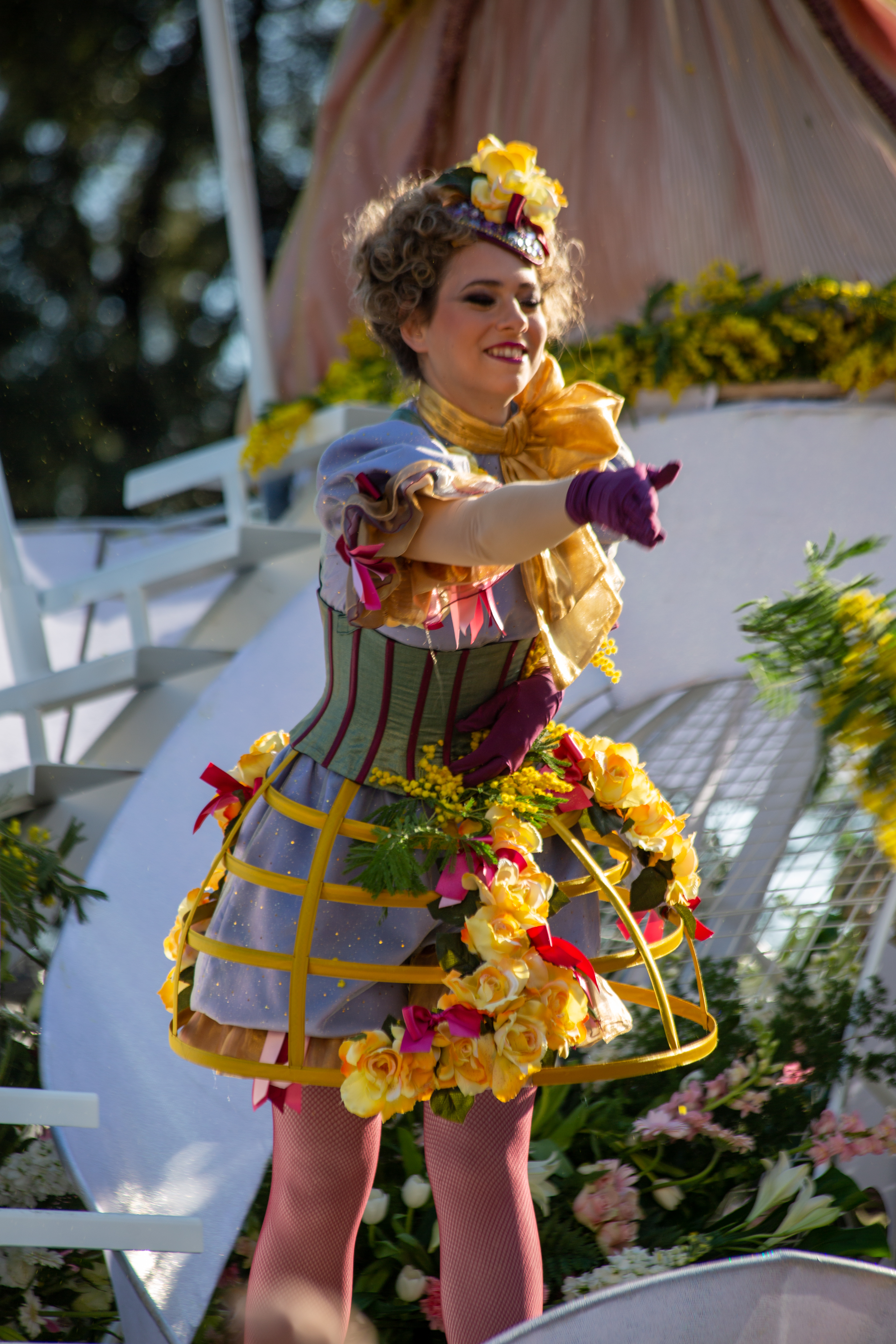

## Educação

### Ensino superior
- EDHEC Business School
- European Institute of Technology
- Institut Supérieur Européen de Formation par l'Action
- Université de Nice-Sophia Antipolis

## Eventos

### Carnaval
O Carnaval de Nice acontece todos os anos. O desfile é na Praça Masséna.

## Política

### Cidades-irmãs
As cidades irmãs de Nice são:
- Saint-Denis, França (1961)